# Lepyrodontopsis
Lepyrodontopsis là một chi rêu trong họ Brachytheciaceae.